# 茲德維日卡
50°14′28″N 29°19′54″E / 50.24111°N 29.33167°E
茲德維日卡（烏克蘭語：Здвижка）是烏克蘭北部的村莊，隸屬日托米爾州的日托米爾區。該村面積1.34平方公里，海拔高度181米，2001年人口241，人口密度每平方公里180.39人。